# Heart of the Congos
Albums de The Congos
Congo Ashanti
(1979)
Heart of the Congos est un album de reggae des Congos sorti à l'origine en 1977 sur le label jamaïcain Black Ark.

## Description
Réédité de nombreuses fois (Congo Ashanti en 1978, Go Feet en 1978, Jah Live début des années 1980, Blood and Fire en 1996, etc.), l'album a été produit par Lee Scratch Perry et enregistré au studio Black Ark. Barry Llewelyn et Earl Morgan, membres des Heptones, ainsi que Gregory Isaacs et le groupe The Meditations ont participé aux chœurs.
Les chanteurs y expriment leur foi rasta.
Cette œuvre est considérée comme l'une, voire la plus belle harmonie vocale de Jamaïque.

## Liste des morceaux
1. Fisherman
2. Congoman
3. Open Up The Gate
4. Children Crying
5. La La Bam-Bam
6. Can't Come In
7. Sodom And Gomorrow
8. The Wrong Thing
9. Ark Of The Covenant
10. Solid Foundation

## Liste des morceaux de la réédition Blood & Fire
Disque 1
1. Fisherman
2. Congoman
3. Open Up The Gate
4. Children Crying
5. La La Bam-Bam
6. Can't Come In
7. Sodom And Gomorrow
8. The Wrong Thing
9. Ark Of The Covenant
10. Solid Foundation
11. At The Feast
12. Nicodemus

Disque 2
1. Congoman (12" mix)
2. Congoman Chant
3. Bring The Mackaback - dub de "Fisherman"
4. Noah Sugar Pan - dub de "Ark Of The Covenant"
5. Solid Foundation (Disco cork mix)